# Arethusa (Mythologie)

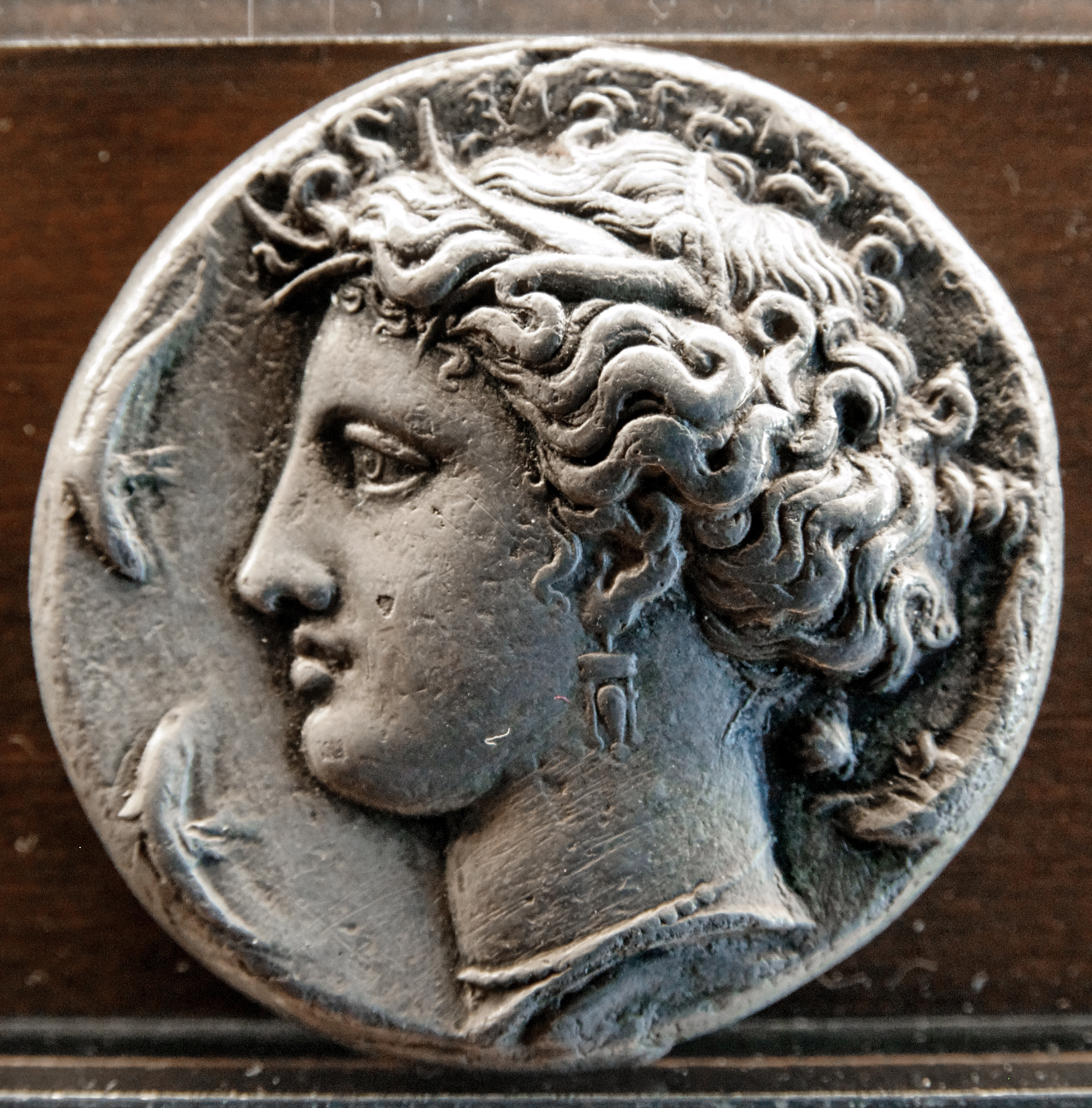
Arethusa, von Delphinen umgeben (Dekadrachme aus Syrakus, ca. 400 v. Chr.)

Arethusa (altgriechisch Ἀρέθουσα Aréthousa) ist der Name einer Nymphe aus der griechischen Mythologie. Sie ist eine Najade und zugleich eine Schwester der Hesperiden. Es existiert eine von Pindar, Ovid und Pausanias vorgetragene Sage um Arethusa, in welcher die Nymphe vor einem lüsternen Flussgott flieht und in eine Quelle verwandelt wird.

## Hintergrund

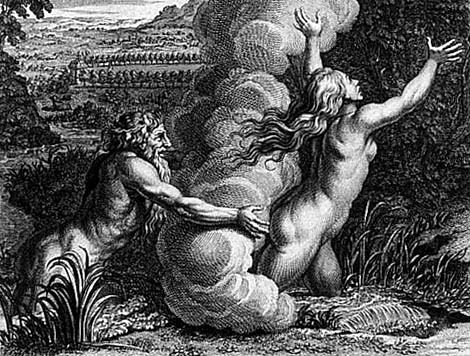
Alpheios verfolgt Arethusa (Stich von Bernard Picart)

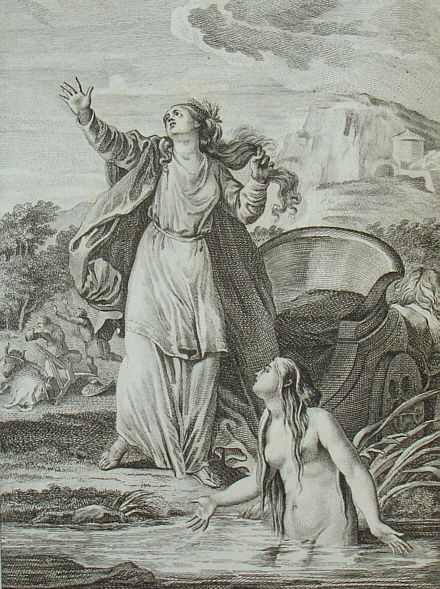
Arethusa berichtet Ceres vom Verbleib ihrer Tochter (Vincenz Grüner, 1791).

Den mythologischen Erzählungen des Pindar und des Ovid zufolge ist Arethusa die Tochter des Hesperos und der Nyx. Sie ist die Schwester der Hesperiden Erytheia, Hespera, Hesperthusa und Aigle, ihre mythologische Rolle als eine Najade (Quellnymphe) nimmt sie erst später ein. Arethusa soll außerdem der Göttin Artemis treu ergeben und deren Schülerin in den Jagdkünsten gewesen sein.

## Legende
Der Mythos um Arethusa ist schon Pindar bekannt, am ausführlichsten und mit der größten Nachwirkung wird er in den Metamorphosen des Ovid erzählt, Ovid benutzt allerdings latinisierte Namen und setzt Artemis mit der römischen Göttin Diana gleich.
In den Metamorphosen erscheint die Sage eingebettet in die Erzählung vom Raub der Proserpina. Dort ist es Arethusa, die vor der erzürnten Ceres (Mutter der entführten Proserpina) aus ihrer Quelle steigt. In ihrer Wut plant Ceres, die ganze Welt zu vernichten. Arethusa bittet Ceres, als Schutzgottheit Siziliens, für die unschuldige Erde um Gnade und eröffnet Ceres, wer der Entführer ist und wo Proserpina sich befindet. Sie weiß davon, weil sie durch ihren unterirdischen Flussverlauf in der Unterwelt weit reichende Verbindungen hat. Arethusa berichtet Ceres dabei unter anderem Folgendes:
Arethusa war einst eine junge und wunderschöne Nymphe, die sich gerne der Jagd und dem Sport hingab. An einem heißen, sonnigen Tag, nach dem Training, stieg sie in den Fluss Alpheios, um darin zu baden. Dabei wurde sie von dem gleichnamigen Flussgott überrascht und bedrängt. Auf ihrer Flucht konnte Arethusa die ihr wohlgesinnte Göttin Artemis um Hilfe bitten. Diese umhüllte Arethusa mit dichtem Nebel. Als dies den von seinem Verlangen getriebenen Alpheios nicht abhalten konnte, verwandelte Artemis die verzweifelte Nymphe in eine Quelle, deren Bächlein unterirdisch und verborgen unter der Peloponnes und unter dem Meer hindurchfloss und auf der Halbinsel Ortygia, einem Teil von Syrakus, wieder austrat.
Eine leicht abgewandelte Form der Sage von Alpheios und Arethusa findet sich bei Pausanias: Hier ist Alpheios ein begabter Jäger, der sich bei einem Ausflug in Arethusa verliebt und ihr schmachtend nachstellt. Als Arethusa in eine Quelle verwandelt wird, zerfließt Alpheios buchstäblich in Tränen und verwandelt sich in einen kleinen Fluss, der sich mit dem Quellwasser der Arethusa bei Syrakus vermischt und ins Meer strömt.

## Rezeption
Arethusa ist die Schutzpatronin der nach ihr benannten Quelle auf der Insel Ortygia bei Syrakus auf Sizilien, von der bereits im Altertum vermutet wurde, dass sie eine unterirdische Verbindung zum Fluss Alpheios besitze: Pausanias behauptet, die Arethusa-Quelle beginne überzuschwappen, wenn in Olympia die Kehlen geopferter Menschen und Tiere in den Alpheios-Fluss geworfen würden. Außerdem sollen Gefäße, die man in den Alpheios-Fluss wirft, in der Arethusa-Quelle wieder auftauchen.
Benjamin Britten hat den letzten Satz seiner Sechs Metamorphosen nach Ovid für Solo-Oboe mit „Arethusa“ betitelt. Karol Szymanowski hat dem ersten Stück seiner Mythen op. 30 für Violine und Klavier den Namen „Der Brunnen der Arethusa“ gegeben und beschreibt darin lautmalerisch die Geschichte.
Arethusa ist außerdem Namensgeberin der monotypischen Orchideenart Arethusa bulbosa.